# Calicnemia sudhaae
Calicnemia sudhaae là loài chuồn chuồn trong họ Platycnemididae. Loài này được Mitra miêu tả khoa học đầu tiên năm 1994.